# Urbiztondo
Urbiztondo  (Bayan ng  Urbiztondo - Ili ti Urbiztondo)  es un municipio filipino de segunda categoría, situado en la isla de Luzón. Forma parte de la provincia de Pangasinán situada en la Región Administrativa de Ilocos, también denominada Región I.

## Barangays
El municipio  de Urbitzondo se divide, a los efectos administrativos, en 21 barangayes o barrios, conforme a la siguiente relación:
| - Angatel - Balangay - Batangcaoa - Baug - Bayaoas | - Bituag - Camambugán - Dalangiring - Duplac - Galarín | - Gueteb - Malaca - Malayo - Malibong - Pasibi del Este | - Pasibi del Oeste - Pisuac - Población - Real - Salavante - Sawat |  |

## Historia
El nombre de este municipio, creado el año 1851, corresponde al primer apellido del Gobernador Español de Filipinas Antonio de Urbiztondo y Eguía que ejerció el cargo entre el 29 de julio de 1850 y el 20 de diciembre de 1853.
El general Urbiztondo derrotó a los moros del Sultanato de Joló.